# Woodville (Florida)
Woodville ist  ein census-designated place (CDP) im Leon County im US-Bundesstaat Florida.
Das U.S. Census Bureau hat bei der Volkszählung 2020 eine Einwohnerzahl von 4097 ermittelt.

## Geographie
Woodville liegt rund zehn Kilometer südlich von Tallahassee. Der CDP wird von der Florida State Road 363 sowie vom Tallahassee-St. Marks Historic Railroad State Trail durchquert.

## Demographische Daten
Laut der Volkszählung 2010 verteilten sich die damaligen 2978 Einwohner auf 1396 Haushalte. Die Bevölkerungsdichte lag bei 179,4 Einw./km². 75,4 % der Bevölkerung bezeichneten sich als Weiße, 19,7 % als Afroamerikaner, 0,4 % als Indianer und 0,4 % als Asian Americans. 1,2 % gaben die Angehörigkeit zu einer anderen Ethnie und 2,9 % zu mehreren Ethnien an. 3,3 % der Bevölkerung bestand aus Hispanics oder Latinos.
Im Jahr 2010 lebten in 29,3 % aller Haushalte Kinder unter 18 Jahren sowie 24,9 % aller Haushalte Personen mit mindestens 65 Jahren. 68,1 % der Haushalte waren Familienhaushalte (bestehend aus verheirateten Paaren mit oder ohne Nachkommen bzw. einem Elternteil mit Nachkomme). Die durchschnittliche Größe eines Haushalts lag bei 2,46 Personen und die durchschnittliche Familiengröße bei 2,94 Personen.
24,3 % der Bevölkerung waren jünger als 20 Jahre, 22,4 % waren 20 bis 39 Jahre alt, 32,4 % waren 40 bis 59 Jahre alt und 20,7 % waren mindestens 60 Jahre alt. Das mittlere Alter betrug 43 Jahre. 49,5 % der Bevölkerung waren männlich und 50,5 % weiblich.
Das durchschnittliche Jahreseinkommen lag bei 45.297 $, dabei lebten 23,7 % der Bevölkerung unter der Armutsgrenze.
Im Jahr 2000 war Englisch die Muttersprache von 100 % der Bevölkerung.

## Sehenswürdigkeiten
Am 29. September 1970 wurde das Natural Bridge Battlefield in das National Register of Historic Places eingetragen.